# Макаров, Василий Алексеевич
Васи́лий Алексе́евич Мака́ров (24 апреля 1903, Новочеркасск, Область Войска Донского, Российская империя — 24 июня 1966, Ростов-на-Дону, РСФСР, СССР) — советский государственный, партийный и административный деятель. Председатель Йошкар-Олинского городского исполкома Марийской АССР (1953—1956). Член ВКП(б) с 1928 года.

## Биография
Родился 24 апреля 1903 года в Новочеркасске ныне Ростовской области. 
В 1921–1923 годах служил в РККА. Дослужился до майора. 
В 1925 году окончил Донской механический техникум. 
В 1928 году принят в ВКП(б). С 1932 года — на партийной работе в Ростове-на-Дону. С 1939 года — в Астрахани: в 1941—1944 годах — первый секретарь Сталинского райкома, в 1944—1945 годах — второй секретарь горкома. В 1946 году окончил Высшую школу парторганизаторов при ЦК ВКП(б). 
С 1946 года — в Йошкар-Оле Марийской АССР: второй секретарь горкома ВКП(б). В 1953—1956 годах — председатель Йошкар-Олинского городского исполкома.
В 1951—1959 годах избирался депутатом Верховного Совета Марийской АССР III и IV созыва.
Награждён орденами «Знак Почёта», Красной Звезды и медалями, в том числе медалью «За трудовое отличие».
Скончался 24 июня 1966 года в Ростове-на-Дону.

## Награды
- Орден «Знак Почёта» (1951)[1]
- Орден Красной Звезды (1944) — за выполнение специального задания[1]
- Медаль «За трудовое отличие» (1940)[1]